# Aquiles Talón y el espíritu de Eloy
Aquiles Talón y el espíritu de Eloy (en francés, L'Esprit d'Éloi o Achille Talon et l'esprit d'Éloi) es una historieta de la serie Aquiles Talón, que da título al álbum número 25, editado por primera vez por Dargaud en 1980, 1983 y 1991 y por Lombard en 1980. El título es un juego de palabras que se refiere a la célebre obra de Montesquieu, De l'esprit des lois.

## Argumento
Por una vez, es Aquiles Talón quien se ofrece a ayudar a su mejor vecino, amigo o enemigo, (dependiendo de las circunstancias), Hilarión Lefuneste. En efecto, éste tiene un tío agricultor (el tío Beocio) que soporta la amenaza de un terrorífico fantasma llamado Eloy, que es el espíritu de un verdugo de la Edad Media. Aquiles se entera de que su vecino, ayudado por Van Rheingaard Daag, una especie de cineasta, quiere comprar las tierras de Beocio y sospechando que algo se trama, hace el papel de Sherlock Holmes.
En esta historieta Aquiles se reencuentra con Pétard, un pato bromista que jamás se desprende de su boina y que le seguirá en otras aventuras.